# Сержиньйо (футболіст, 1995)
Сержіо Антоніо Солер де Олівейра Жуніор (порт. Sérgio Antônio Soler de Oliveira Júnior, нар. 15 березня 1995, Монті-Апразівел), відий як Сержиньйо (порт. Serginho) — бразильський футболіст, півзахисник клубу «Касіма Антлерс».
Дворазовий переможець Ліги Пауліста. Клубний чемпіон Азії. 

## Ігрова кар'єра
Народився 15 березня 1995 року в місті Монті-Апразівел. Вихованець юнацьких команд футбольних клубів «Сан-Паулу» і  «Сантус».
У дорослому футболі дебютував 2014 року виступами за команду клубу «Сантус», в якій провів два сезони, взявши участь у 20 матчах чемпіонату. 
Згодом з 2016 по 2017 рік грав на умовах оренди за «Віторію» (Салвадор) та «Санту-Андре».
Повернувшись з оренди до «Сантуса» 2017 року, провів лише декілька ігор, після чого знову був відданий в оренду, цього разу до клубу «Америка Мінейру».
До складу японського клубу «Касіма Антлерс» приєднався 2018 року. Того ж року став у складі команди переможцем Ліги чемпіонів АФК.

## Титули і досягнення
- Переможець Ліги Пауліста (2):

«Сантус»:  2015, 2016
- Клубний чемпіон Азії (1):

«Касіма Антлерс»: 2018